# Kobieta porzucona
Kobieta porzucona (oryg. fr. La Femme abandonnée) – opowiadanie Honoriusza Balzaka z cyklu Komedia ludzka, opublikowana po raz pierwszy w dzienniku Revue de Paris w 1832. Stanowi część Scen z życia prywatnego. Balzak dedykował ją Laurze Junot d’Abrantès, od której zresztą usłyszał prawdziwą historię, na której oparł akcję dzieła.

## Okoliczności powstania utworu
Utwór ukazał się w Revue de Paris we wrześniu 1832 roku, a po raz pierwszy w formie książkowej został wydany w drugim tomie Scen z życia prowincjonalnego w szóstym tomie Studiów obyczajowych XIX wieku w grudniu 1833 u Mme Béchet. Po raz drugi został wydany w listopadzie 1839 roku u Charpentiera, po raz trzeci w 1842 u Furne’a. Balzac dodał w tym wydaniu dopisek: Angoulême, wrzesień 1832. Opowiadanie zostało dedykowane Księżnej d’Abrantès.

## Treść
Akcja utworu ma miejsce bezpośrednio po zakończeniu wydarzeń Ojca Goriota. Wicehrabina Klara de Beauséant, porzucona przez portugalskiego markiza d’Ajuda-Pinto, wyjeżdża do swojego zamku w Normandii, całkowicie wyłączając się z życia towarzyskiego. Na zachowanie incognito nie pozwala jej jednak dawna sława wielkiej damy paryskiej, prowadzącej jeden z najwykwintniejszych salonów stolicy. Jej izolacja staje się jedynie przyczyną plotek. Szczególnie młody hrabia Gaston de Nueil jest zafascynowany tajemniczą arystokratką. Wicehrabina, choć jest pod wrażeniem młodego człowieka po pierwszym spotkaniu, ucieka przed nim do Szwajcarii i ukrywa swoje uczucia. Nie umie jednak odmówić, gdy młodzieniec odnajduje ją również za granicą. Ich romans trwa dziewięć lat. Rodzina de Nueila ma jednak wobec niego inne plany: zakończenie skandalizującego romansu ze starszą od niego paryżanką i ślub z brzydką, lecz bogatą Stéphanie de La Rodière, której młodzieniec nie zna i nie kocha. Pani de Beauséant wskazuje Gastonowi poważną różnicę wieku między nią a nim oraz zatroskanie jego przyszłością w nadziei na to, że wzruszony Gaston oprze się woli rodziny. Młodzieniec wybiera jednak fortunę i karierę, a swoją kochankę informuje o tym listownie. Wicehrabina po raz drugi w życiu przeżywa dramat porzucenia, tymczasem Gaston popełnia samobójstwo, zrozumiawszy swój błąd.

## Osoby występujące w utworze
- Wicehrabina de Beauséant – urodzona jako Klara de Bourgogne. Królowa Saint-Germain, porzucona przez markiza Miquela d’Ajuda-Pinto chroni się w Normandii. Losy jej miłości do portugalskiego markiza Balzac opisał potem w Ojcu Goriot.
- Książę Gaston de Nueil (1800-1831) – w początkach opowieści, kiedy pojawia się w Bayeux ma 22 lata. Jego matka, od 1825 roku wdowa, sprzeciwia się jego związkowi z wicehrabiną de Beauséant i nakłania go do małżeństwa ze Stéphanie de La Rodière[2].

## Cechy utworu
Kobieta porzucona stanowi jedno z ważniejszych w Komedii ludzkiej studium psychologii kobiecej. W odróżnieniu jednak od bohaterki Księżnej de Langeais czy Pułkownika Chaberta Klara de Beauseant zostaje zaprezentowana jako osoba zdolna do miłości, opierająca się destrukcyjnemu wpływowi paryskiego amoralizmu, zachowująca większość obowiązujących w wielkim świecie zasad, lecz pragnąca w głębi serca zmiany i oparcia się na innych wartościach. Podobnie jednak jak w Ojcu Goriot, jej postawa ponosi klęskę w zestawieniu z typowym dla epoki dążeniem do wzbogacenia się i postrzegania związków międzyludzkich jako kolejnej ku temu okazji. W ten sposób, co jest zabiegiem typowym dla Komedii ludzkiej, opisy prywatnych historii bohaterów stają się pretekstem do wyciągania uniwersalnych wniosków na temat społeczeństwa i panujących w nim zasad.

## Adaptacje
- La Femme abandonnée, serial telewizyjny z 1992, reż. Édouard Molinaro